# Biserica Sfântul Mihail din Roșa
Biserica Sfântul Mihail este o biserică ortodoxă din suburbia Roșa (azi în raionul Șevcenko) a orașului Cernăuți, în Ucraina, construită în stil neoromânesc. 
Biserica este un important centru spiritual al românilor din regiunea Cernăuți. În 2022, în curtea bisericii, a fost construi un monument dedicat victimelor deportărilor staliniste din Bucovina de Nord.